# Carl Gustav Jung
Carl Gustav Jung (Kesswil, 26 juli 1875 – Küsnacht, 6 juni 1961) was een Zwitsers psychiater en psycholoog. Hij was de grondlegger van de analytische psychologie.

## Levensloop

### Jeugd
Jung werd geboren als Karl Gustav II Jung. Hij was het vierde kind van Paul Achilles Jung (1842–1896) en Emilie Preiswerk (1848–1923), maar het eerste dat de vroege kindertijd overleefde, net als zijn negen jaar jongere zuster. Zijn vader Paul Jung was dorpsdominee van de Zwitserse gereformeerde kerk en zijn moeder Emilie was een telg uit een rijke Zwitserse familie. Als student aan de universiteit zou Jung de moderne spelling van zijn doopnaam 'Karl' wijzigen in de originele naam van zijn grootvader Carl naar wie hij genoemd was.
Toen Jung zes maanden oud was kreeg zijn vader een betere pastorie in Laufen toegewezen en het gezin verhuisde. Ondertussen groeide de spanning tussen Paul en Emilie. Emilie, die een excentrieke en depressieve vrouw was, bracht veel tijd door in haar eigen aparte slaapkamer, waar ze naar eigen zeggen 's nachts geesten zag die haar kwamen bezoeken. Zij werd ook voor verschillende maanden in een ziekenhuis opgenomen nabij Bazel, voor een verder onbekende fysieke kwaal. De jonge Carl werd door zijn vader naar Emilies ongetrouwde zuster in Bazel meegenomen. Emilies aanhoudende periodes van afwezigheid en haar depressieve stemmingen zouden een belangrijke invloed hebben op de houding van haar zoon ten aanzien van vrouwen, die hij een aangeboren onbetrouwbaarheid zou toeschrijven. Jung zou later over dit wantrouwen tegenover vrouwen zeggen: "Dat was de handicap waarmee ik moest leren leven." Toch had hij onbewust wel contact met de 'nachtzijde' van zijn moeder, door wie hij later tegenstrijdigheden in het menselijk karakter beter ging begrijpen. Na drie jaar verblijf in Laufen vroeg zijn vader een overplaatsing aan en in 1879 werd hij in Kleinhüningen aangesteld. Jungs moeder kwam daar in nauwer contact met haar familie, wat haar bevrijdde van haar wanhoop en melancholie.
Jung zelf was als kind vrij eenzaam en introvert - een uitdrukking die hij zelf zou toevoegen aan de psychologie. Al vroeg was hij ervan overtuigd dat hij over twee persoonlijkheden beschikte — enerzijds een moderne Zwitserse, op de buitenwereld gerichte persoonlijkheid nr. 1, zoals hij het uitdrukte en anderzijds persoonlijkheid nr. 2, een op het innerlijk gerichte figuur, in wie zich het verleden van eeuwen representeerde. Speciaal met het oog op dit deel van zijn persoonlijkheid, bouwde Jung eigenhandig zijn beroemde toren in Bollingen, waar hij zich verbonden voelde met het verleden en de ziel van de mensheid; deze werd er niet afgeleid door de technische verworvenheden van de 20e eeuw.
Hoewel Jung zich met zijn beide ouders verbonden voelde, was hij in zijn vader teleurgesteld door diens rationele benadering van het geloof. Enkele gebeurtenissen in zijn jeugd zouden Jung zijn leven lang bijblijven. Als jongen sneed hij een klein popje uit het eind van een houten liniaal en plaatste het in een kistje. Hij legde daar een steen bij die hij in twee helften had beschilderd en verstopte het kistje op zolder. Af en toe ging hij terug naar het popje om het kleine papiertjes met een boodschap in zijn eigen geheime taal te brengen. Dit ritueel bracht hem, zo zei hij als volwassene, een gevoel van innerlijke rust en veiligheid. Later ontdekte hij overeenkomsten tussen deze herinneringen en de totems van inheemse mensen zoals de verzameling 'zielstenen' in de buurt van Arlesheim en de tjurunga's (of churinga's) van Australië. Hij concludeerde daaruit dat het om een onbewust ritueel ging dat hij indertijd niet begreep, maar dat opvallende overeenkomsten vertoonde met praktijken in verafgelegen locaties die hij in zijn jeugd nooit bezocht had. Zijn ontdekking van de psychologische archetypen en het collectief onbewuste waren gedeeltelijk op deze ervaringen geïnspireerd.
Kort voor het einde van zijn eerste jaar aan het Humanistisches Gymnasium in Bazel, op 12-jarige leeftijd, werd hij door een andere jongen zo hardhandig geduwd dat hij op de grond viel en even het bewustzijn verloor. Het was toen dat hem de gedachte overviel "Nu hoef je niet meer naar school!" Sindsdien verloor hij elke keer het bewustzijn als hij naar school ging of aan huiswerk moest beginnen. De volgende zes maanden bleef hij thuis, tot hij hoorde hoe zijn vader zich tegenover een bezoeker bezorgd uitliet over de toekomst van zijn zoon en vermoedde dat de jongen aan epilepsie leed. Met een schok realiseerde Carl zich dat hij zich vanwege de zwakke financiële situatie van het gezin op een succesvolle academische carrière moest richten. Hij ging onmiddellijk naar het bureau van zijn vader en stortte zich op de studie van Latijnse grammatica. Hij verloor drie keer het bewustzijn, maar geleidelijk overwon hij deze drang en viel niet meer flauw. "Hieruit heb ik geleerd wat een neurose is," zei Jung later.

### Opleiding en huwelijk
In Bazel doorliep hij het gymnasium en studeerde er vanaf 1895 geneeskunde. Hij was van plan om als chirurg of internist af te studeren en niets liet vermoeden dat hij zich aan de psychiatrie zou gaan wijden. Dit vakgebied werd destijds als een vreemde eend in de bijt beschouwd en Jung had er aanvankelijk dan ook geen interesse voor. Vlak voor zijn artsexamen kreeg hij echter het Lehrbuch der Psychiatrie van Richard von Krafft-Ebing in handen en dat veranderde zijn leven. Krafft-Ebing duidde psychosen aan als 'ziekten van de persoonlijkheid' en refereerde tevens aan de inzet van de totale persoonlijkheid van de psychiater bij het behandelen ervan. Jung voelde als in een flits dat dit het gebied was waarop hij moest afstuderen. Zijn directe omgeving was teleurgesteld in de vreemde keuze van de getalenteerde jongeman, maar Jung zette door. Hij slaagde met vlag en wimpel voor zijn artsexamen en promoveerde in 1902 op een proefschrift over de psychologie en pathologie van zogenaamde occulte verschijnselen. Het betrof een studie waarvoor zijn achternicht Hélène Preiswerk, die zich als medium presenteerde, het materiaal had geleverd.
Jung trad in 1903 in het huwelijk met Emma Rauschenbach (1882-1955). Samen kregen zij vijf kinderen. Jung had contact met Sabina Spielrein en Toni Wolff. Deze laatste vriendschapsrelatie zou Jung inspireren tot de ontdekking van de anima, de vrouwelijke tegenpool in het onbewuste van de man, omdat hij hierin zuivere of ware liefde ervoer. Het bracht hem tot een gedetailleerde beschrijving van het proces tot eenwording, ofwel de inwijding in het Heilige Huwelijk, wat hij beschrijft in zijn boek Aion. 

### Vroege carrière
Vanaf 1900 werkte Jung als psychiater in de Burghölzli-kliniek bij Zürich, die onder directie stond van Eugen Bleuler. Hier hield hij zich onder meer bezig met de psychologische kant van dementia praecox (later schizofrenie genoemd) en ontwikkelde hij met zijn collega Franz Riklin een aantal associatietesten. In 1903 studeerde hij een half jaar in Parijs bij Pierre Janet. In 1909 nam Jung in Burghölzli ontslag, uit ergernis over de antifreudiaanse houding van oud-directeur Auguste Forel, die nog als adviseur werkzaam was, en het feit dat directeur Bleuler hier niet tegenin wilde gaan. Jung legde zich nu meer toe op zijn psychoanalytische benadering, en vestigde zich als zelfstandig psychiater. Zijn reputatie groeide zodanig, dat hij vele beroemde patiënten uit binnen- en buitenland kon ontvangen, onder wie de schrijver Hermann Hesse. Velen van hen kwamen uit de Verenigde Staten.

### Verhouding tot Freud

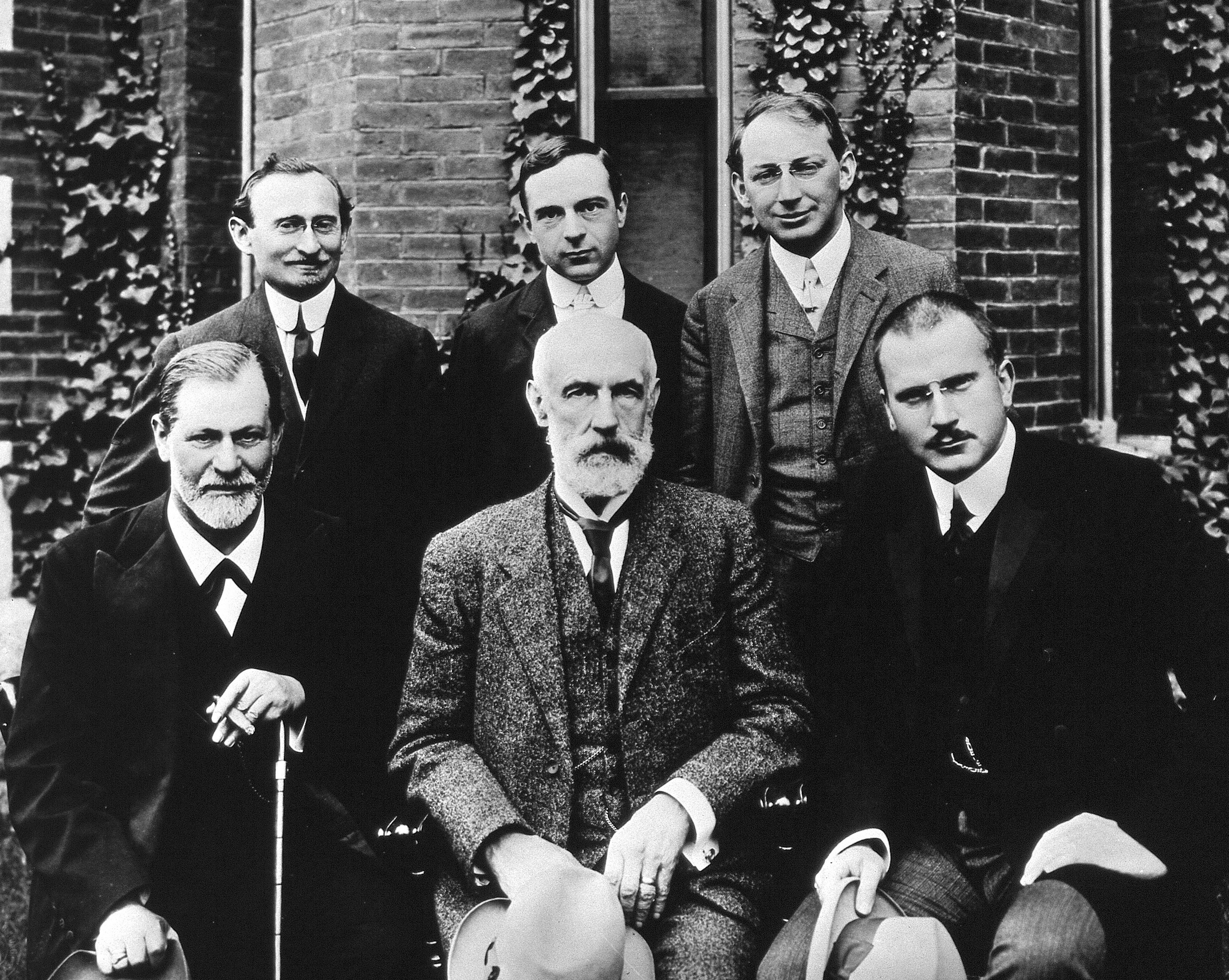
Groepsfoto uit 1909 voor de Clark University. Eerste rij: Sigmund Freud, G. Stanley Hall, Carl Jung; achterste rij: Abraham A. Brill, Ernest Jones, Sándor Ferenczi.

Jung was twintig jaar jonger dan de grote pionier van de psychoanalyse, Sigmund Freud, wiens werk hij op de voet volgde. In 1906 nam hij het voor Freud op in een artikel in een Duits artsenblad, waarin hij wees op de vooruitgang in het begrip van de dwangneurose door diens neurosenleer. Het jaar daarop ontmoette hij Freud, waarna hij enkele jaren nauw met hem en diens beweging samenwerkte, onder andere als redacteur van het Internationale Jaarboek voor psychologisch en psychotherapeutisch onderzoek. Van 1910 tot 1914 was hij voorzitter van de Internationale Psychoanalytische Vereinigung.
Freud zag Jung als zijn troonopvolger. Samen met de psychiater Sándor Ferenczi reisden zij naar de Verenigde Staten op uitnodiging van Granville Stanley Hall, waar zij alle drie een eredoctoraat ontvingen van de Clark University, voor Jung de eerste van de vele eretitels die hem in de loop der tijd ten deel vielen.
Jung omschrijft Freud in zijn autobiografie als de eerste man van werkelijk grote betekenis die hij ontmoette. Wel had hij vanaf het begin zijn twijfels over Freuds denkbeeld dat neurosen allemaal te herleiden zouden zijn tot seksuele verdringing of seksuele trauma's. Maar een diepgaande discussie hierover met Freud durfde hij op dat moment nog niet aan. Hij werd hierin gesteund door zijn oudere collega Théodore Flournoy, die Jung voorhield, dat Freud zich door zijn pioniersfunctie in de psychiatrie wel moest verschansen achter bepaalde eenzijdigheden. Flournoy steunde hem ook toen het in 1913 tijdens een congres in München tot een breuk kwam tussen Jung en Freud. Jung voelde zich inmiddels sterk genoeg om met zijn oudere collega, wiens naam nu meer en meer gevestigd raakte, de strijd aan te gaan. Het hete hangijzer bleek de functie van het begrip libido, dat Jung in zijn kort daarvoor uitgekomen boek Wandlungen und Symbole der Libido omschreven had als een psychische energie van een hoogst religieuze inhoud. Hij refereerde met het begrip aan de kennis van de ziel alsook aan wat de opkomende parapsychologie over het onderwerp te zeggen had. Freud bleef daartegenin vasthouden aan zijn theorie van verdrongen seksualiteit, die hij naar eigen zeggen als een dogma wilde verdedigen. Jung echter zag de seksualiteit vooral als een symbool van de psychische totaliteit van de mens. Zijn methode om mensen weer op het spoor van deze totaliteit te zetten, noemde hij voortaan de analytische psychologie.
Over zijn breuk met Freud schrijft Jung in zijn autobiografie:
"Freuds grootste prestatie was wel, dat hij zijn neurotische patiënten serieus nam. Hij keek als het ware met de ogen van de patiënt en verwierf daardoor een dieper begrip van de ziekte dan tot dan mogelijk was geweest. Op dit terrein was hij moedig en niet-vooringenomen. Als een oudtestamentisch profeet heeft hij de taak op zich genomen om valse goden ten val te brengen, om bergen oneerlijkheid en huichelarij te onthullen en zonder erbarmen de psychische verdorvenheid van zijn tijd aan het licht te brengen."
Maar
"Hij was blind voor de paradoxie en de dubbelzinnigheid van de inhouden van het onbewuste, en wist niet dat alles wat uit het onbewuste opduikt een boven- en onderzijde, een binnen- en buitenkant heeft. Als men alleen over de buitenkant praat - en dat deed Freud - dan let men slechts op de éne helft, en logischerwijs ontstaat vanuit het onbewuste een tegenwerking (...) hij was ten offer gevallen aan één aspect en daarom zie ik in hem een tragische figuur, want hij was een groot man, en - wat nog meer is - een gedrevene."

### Kritiek op Jung
Hoewel de psychoanalyse indertijd vooral een zaak was van Joodse artsen, kreeg Jung in de loop van zijn carrière te maken met beschuldigingen van antisemitisme en zelfs van nazistische sympathieën. Deze beschuldigingen steunden vooral op de volgende elementen:
- Jung was tijdens de jaren dertig uitgever van het Zentralblatt für Psychotherapie, dat in een van zijn nummers Mein Kampf aanbeval als lectuur voor psychoanalytici.

Jung weerlegde dit door te zeggen dat zijn Joodse vrienden hem er mee toe aangezet hadden, in een poging om het tijdschrift en de psychoanalyse te redden van de nazi's, die de psychoanalyse een 'jodenwetenschap' vonden. Het is natuurlijk moeilijk om achteraf de precieze motieven te duiden die in het spel waren, en Jungs verklaring is nog steeds onderwerp van discussie.
- Cornwell[10] werpt een andere hypothese op en wijst erop dat Jung onder de nazi's opportunistisch de psychoanalyse aanviel als een "joodse" psychologie die niet gold voor "andere rassen".

Ter verdediging van Jung zou hier aangevoerd kunnen worden dat hij door zijn studie niets anders beoogde dan een beter inzicht in de psyche van verschillende groepen te verkrijgen, ook al strookte dit niet met Freuds theorieën die antireligieus en 'anticollectief' waren.
- Jung trad ook op als voorzitter van de toentertijd door nazikopstukken gedomineerde International General Medical Society for Psychotherapy.

Een van Jungs eerste daden als voorzitter was om de constitutie te veranderen zodat Joodse artsen lid konden blijven ook al mochten zij van het naziregime geen deel meer uitmaken van Duitse medische verenigingen, wat zijn vermeende betrokkenheid met het nazisme wel nuanceert. Tijdens de oorlog nam Jung zijn ontslag, trok naar de Verenigde Staten en assisteerde in 1943 The Office of Strategic Services om nazileiders te analyseren.

#### Context van de beschuldigingen van nazisme en antisemitisme
Om de incidenten en beschuldigingen aan Jungs adres enigszins in context te plaatsen, is het nuttig om de evolutie van Jungs denken van vóór het nazisme te schetsen:
In de eerste plaats was Jung geïnteresseerd in voorchristelijke en oosterse religies, en meende hij dat motieven daaruit (net als die van sprookjes en mythen) in het onbewuste (waarvan het bestaan op individueel vlak voor het eerst door Freud was aangetoond) een belangrijke rol speelden; in zijn ogen gold dat echter zowel voor het individu als voor volkeren en culturen. Dit inzicht leidde ertoe, dat hij publiceerde over de psychologie van de Oosterling, de Chinezen, de Angelsaksen enzovoort, maar zo óók over de Duitse en de Joodse psychologie. Hij deed dit laatste in geen enkel opzicht in ongunstige zin, maar benadrukte wel dat er belangrijke verschillen waren - dit deed Jung met de bedoeling om zowel psychiatrische patiënten te helpen, als om collectieve onderstromen te onderkennen. Zo was hij ook in staat om een scherpe analyse te geven van de psychologische achtergronden van het opkomende nazisme. Dit alles speelde zich af, ruim voor het aan de macht komen van Hitler. Publicaties over dit onderwerp van zijn hand zijn er al uit de tijd van de Eerste Wereldoorlog.
Deze publicaties van Jung riepen echter tal van weerstanden op, vooral bij Freud en zijn aanhangers, die principieel antireligieus én 'anticollectief' waren. Van deze kant werden nu steeds meer zeer ongenuanceerde verdachtmakingen geuit aan het adres van Jung. Toen het nazisme in Duitsland aan de macht kwam, zagen velen van hen hun kans schoon om Jung in woord en geschrift als halve of hele antisemiet dan wel als nazi aan te vallen - en ook een moderne auteur als Cornwell wordt wel gezien als een representant van deze groep. De nazi's vielen Jung overigens ook aan, want Jung had ingezien én uitgebreid beschreven hoe zij hun eigen schaduw projecteerden op de joden, en zij waren daar niet bepaald van gediend.
Verder was de Duitse taal vóór de Tweede Wereldoorlog de belangrijkste taal van de vaktijdschriften op het gebied van de psychiatrie. Dit had ertoe geleid, dat de prestigieuze Internationale Ärztliche Gesellschaft für Psychotherapie und ihre Grenzgebiete, waarvan Jung al langere tijd erevoorzitter was, door Duitsers in Duitsland werd uitgegeven. Hoewel de leden uit tal van landen kwamen, werd de vereniging door de Duitse psychiaters (van wie velen Joods waren) gedomineerd.
Na het aan de macht komen van Hitler echter werd in Duitsland aan alle organisaties de nazistische gelijkschakeling opgelegd en werd deze situatie onhoudbaar. De Duitse voorzitter van de Gesellschaft, Ernst Kretschmer, trad af en het voortbestaan van het genootschap hing aan een zijden draad. Jung zag dat de hele psychiatrie in Duitsland zwaar onder vuur lag en besloot tot een reddende actie; namelijk om het feitelijk voorzitterschap van de (internationale) vereniging op zich te nemen, en zo, met zijn grote naam én zijn veilige positie als Zwitser, de Gesellschaft uit nazistisch vaarwater te houden. Hij slaagde hierin door een systeem in het leven te roepen van nationale groepen náást de internationale 'Gesellschaft', waarbij individuele leden steeds de mogelijkheid hadden om zowel individueel als als groep lid te zijn van de internationale afdeling. Iedereen begreep, dat Jung dit punt doorgezet had ten behoeve van de Duitse joodse artsen; dat de Duitse afdeling onvermijdelijk genazificeerd zou worden, begreep ook iedereen, maar verhinderde dus niet een serieuze uitwisseling in de internationale arena.
Tot zover konden de anti-Jungianen geen spoor van smetten in Jungs gedrag ontdekken, maar het incident dat hun wél een wapen in handen gaf, liet niet lang op zich wachten. Het betrof het orgaan van de vereniging, het Zentralblatt, waarvan de voorzitter, automatisch hoofdredacteur, ook altijd een Duitser was geweest, en het blad was ook steeds in Duitsland uitgegeven. Jung had opdracht gegeven dat het nazistische voorwoord van de nieuwe voorzitter van de Duitse afdeling (een neef van Göring) onder geen voorwaarde in het internationale 'Zentralblatt' gepubliceerd mocht worden, maar de Duitse eindredactie van het internationale 'Zentralblatt' hield zich daar niet aan. Met als gevolg dus dat deze tekst ook te lezen was in het nummer, dat onder Jungs voorzitterschap van de Gesellschaft verscheen.
Dit incident is Jung tot in lengte van jaren blijven achtervolgen, dankbaar geaccepteerd als het werd door zijn tegenstanders, die nu eindelijk een stok hadden om hun hond te slaan. Jung heeft zich in het vervolg hiervan herhaaldelijk tegen beschuldigingen verdedigd, en deed dit soms zeer ongelukkig, zoals in januari 1934:
"Het was een grote fout van de eerdere medische psychologie om Joodse categorieën die niet eens gelden voor alle Joden toe te passen op Christenen, Duitsers en Slaven. Op deze manier maakt de medische psychologie van het kostbaarste geheim van het Duitse volk - de scheppende profetische diepte van de ziel - een kinderlijk banaal moeras, terwijl mijn waarschuwende stem decennialang verdacht werd van antisemitisme. De bron van die verdenking is Freud. Hij kende de Duitse ziel net zomin als al zijn Duitse imitatoren... Heeft de machtige verschijning van het Nationaalsocialisme, met verbazing door de hele wereld gadegeslagen, hun beter geleerd?"
De betreffende medische psychologie wordt hier aangemerkt als een in bepaalde categorieën alleen op joden toepasbare psychologie - een absurd standpunt dat in het nazi-klimaat gebruikt werd om Freud zwart te maken. Jung greep hier het toen in Duitsland heersende antisemitisme aan, om opportunistisch af te rekenen met zijn vroegere leermeester Freud, wat Freud omgekeerd juist steeds had gedaan ten opzichte van Jung. Freud had immers Jungs stellingen over 'volkszielen' en 'collectief onbewuste' geprobeerd als 'antisemitisch' af te doen, toen dit antisemitisme nog helemaal niet de boventoon voerde, en Jung was daar zeer boos over. Hij heeft zijn formuleringen later zeer betreurd ( "ja, ich bin ausgerutscht"), maar wees er anderzijds op, dat hij wilde waarschuwen: als de onderbewuste volksziel wordt genegeerd, dan krijg je juist het gevaar, dat bewegingen als het nazisme daar succesvol misbruik van maken. Zo ongeveer redeneerde Jung, ook in het bovengenoemde citaat.
Wie echt wil weten of Jung iets kan worden hier aangerekend, kan hier misschien best het recente werk van Deirdre Bair over raadplegen. Jung was geen heilige, en beging menige flater in zijn lange leven, maar vele beschuldigingen die (helaas meestal vanuit freudiaanse hoek) op hem werden afgevuurd, blijken volgens Bairs research ongegrond te zijn. Uiteindelijk heeft Jung zich openlijk afgezet tegen het Naziregiem waardoor hij moest uitwijken naar de VS. Hiermee kon hij zijn gedachtegoed uit handen van de Nazi's houden. Dat was voor hem een groot goed, omdat hij had gezien hoe vele werken van andere grote denkers werden misbruikt in de Nazi propaganda. 
Jung bleef tot 1939 aan als voorzitter van de internationale vakvereniging van psychiaters, die anders dan soms gesuggereerd wordt, niet was genazificeerd.

### Reizen en latere ontwikkeling
Na de samenwerking met Freud begon voor Jung een periode van heroriëntatie; in 1913 gaf hij zijn docentschap aan de Universiteit van Zürich eraan, waar hij vanaf 1905 werkzaam was geweest. Hij concentreerde zich op zijn eigen praktijk, onderzoekingen en publicaties; daarnaast maakte hij vanaf 1920 enkele lange reizen, onder meer naar Azië, Midden-Amerika en tropisch Afrika, waarbij vooral zijn ontmoetingen met de volkeren van de Elgonji in West-Kenia en de Pueblo-indianen in Mexico van essentiële betekenis zouden worden voor zijn denken over de psychische gespletenheid van de westerse mens. Tevens ontdekte hij een onderliggende basis van overeenkomst tussen alle religies en spirituele bewegingen wereldwijd. Dit vormde zijn inspiratie voor het uitwerken van het oude principe van individuatie; zelfwording. Hij was ervan overtuigd dat de mens intuïtief weet waartoe hij hier op aarde is en vanuit deze intuïtieve kennis kan komen tot volledige zelfwording. Hierop baseerde hij zijn theorie over het collectieve onderbewuste. 
Terug in Zwitserland aanvaardde Jung in 1933 een docentschap aan de Technische Hogeschool van Zürich - vanaf 1935 als bijzonder hoogleraar - waar hij tot 1942 mee doorging. Vanaf 1944 was hij actief als hoogleraar aan de Universiteit van Bazel. In datzelfde jaar zweefde Jung als gevolg van een ernstig hartinfarct op het randje van de dood; de visioenen die hij tijdens deze ervaring kreeg, oefenden een belangrijke invloed uit op zijn magnum opus, het Mysterium Coniunctionis, waarin hij het proces van psychische heelwording beschrijft aan de hand van geschriften uit de alchemie. Jung doorliep in zijn leven de vier grote inwijdingen. Over de twee laatste, het heilige huwelijk en het mystieke huwelijk, ofwel eenwording en heelwording schreef hij zijn belangrijkste werk; Aion. Hij begreep toen al dat deze inwijdingen wereldwijd bekend waren onder vrijwel alle religies en spirituele bewegingen, ook onder de oergodsdiensten en was er van overtuigd dat deze inwijdingen de weg tot zelfwording waren, zoals deze onder meer beschreven is binnen het Christendom. In Aion beschreef hij vanuit de Christelijke leer het individuatieproces, bestaande uit eenwording en heelwording, dat hij als hoogste vorm van zelfontwikkeling zag en dat in vele oergodsdiensten en tevens de Katholieke leer wordt omschreven als het Heilige en het Mystieke huwelijk. Jung bleef onder meer dankzij zijn diepe mystieke ervaringen een gelovige man, maar hij nam afstand van de strakke rationele protestantse leer van zijn jeugd en bewoog steeds meer in de richting van het Katholicisme. Uiteindelijk eindigde hij bij een mengeling van oergodsdiensten, Katholieke en brede spirituele invloeden. Zijn reizen, zijn persoonlijke spirituele en mystieke ervaringen en daarmee de kennis over verschillende oergodsdiensten, zijn studie van verschillende Oosterse wijsheden, maar ook zijn kennis over diverse onderstromen van het Katholicisme brachten hem daartoe. 

### Laatste jaren
Gedurende zijn laatste levensjaren bleef Jung verder werken aan zijn theorie van het collectieve onbewuste en de betekenis van de religie voor de menselijke psyche. Hij schreef zijn belangrijkste werk 'Aion', over het complete individuatieproces of zelfwording, tijdens zijn laatste jaren. Onder meer publiceerde hij nog een werk over het verschijnsel van de ufo's of vliegende schotels, die naar zijn mening representaties waren van het collectief onbewuste. Verder sloot hij vriendschap met de Engelse priester Victor White, met wie hij diepgaande discussies had naar aanleiding van zijn interpretatie van het Bijbelboek Job.
Op verzoek van zijn vele volgelingen was hij zelf nog betrokken bij de oprichting van het C.G. Jung-Instituut Zürich door Marie-Louise von Franz, dat zijn psychologie zou gaan uitdragen. Jung overleed op 6 juni 1961 op 85-jarige leeftijd te Küsnacht, waar hij op 9 juni 1961 werd begraven.

## Theorie en betekenis van zijn werk
Jung had grote invloed op het gebied van de dieptepsychologie, de analytische psychologie en de godsdienstpsychologie.

### Libido
In Jungs opvatting wordt het gedrag van de mens in belangrijke mate bepaald door een algemene levensdrang die hij libido noemde. Hiervoor zag hij, en daarin verschilde hij sterk van inzicht met Freud, niet in de eerste plaats een seksuele oorsprong, maar eerder een spirituele (in de ruimste zin van het woord).

### Collectief onbewuste met archetypen
Hij was van mening dat het wezen van de persoonlijkheid behalve door het persoonlijk bewustzijn ook, en grotendeels, gevormd wordt door wat hij het collectief onbewuste noemde, een als het ware epigenetisch overgeërfd deel van het onbewuste; een psychisch gebied, dat volgens zijn leer door alle vertegenwoordigers van een ras of soort wordt gedeeld. Hiervan uitgaande ontwikkelde Jung de leer van de archetypen. Deze archetypen, begrippen zoals de schaduw, de eeuwige jongeling, de boze geest, de held enzovoorts, zijn als het ware overgeleverde, functionele oerdrijfveren of 'ervaringsmodaliteiten', die de persoonlijkheid van de mens structureren. Archetypen zijn mogelijkheden of neigingen om ons op een bepaalde manier te ontwikkelen. Zij drukken zich uit in beelden die veelvuldig te vinden zijn in onze dromen, maar evenzeer in sprookjes en mythen, en vormen het ervaringsmateriaal van elke religie.
Jung lanceerde ook de opvatting dat archetypen aan de basis liggen van culturele ontwikkeling, op verschillende van elkaar gescheiden plaatsen in de wereld. Bepaalde overeenkomstige denkwijzen en denkbeelden zouden dus niet noodzakelijk alleen met fysische afstamming of volksverhuizing te maken hebben.

### Individuatie
Het centrale doel van Jungs psychologie is het proces van de zelfverwezenlijking of individuatie. Naast het 'ik' of 'ego' onderkent Jung het zelf: een totaliteit om het 'ik' heen die zowel het bewuste als het onbewuste deel van de persoonlijkheid omvat. Dit onbewuste deel, het persoonlijk onbewuste dus, staat in contact met de dieperliggende laag van het collectief onbewuste, waarvan het persoonlijk onbewuste in wezen een verbijzondering, dus als het ware een bovenlaag is. Het collectief onbewuste is in principe onbegrensd, en de alleronderste lagen ervan zijn zelfs nooit bewust te maken. De realisatie van het zelf is een proces dat gekenmerkt wordt door de vereniging van tegenstellingen in de mens, zoals goed en kwaad, licht en schaduw, binnen en buiten. Het internaliseren van de tegenovergestelden vanuit het innerlijke anima en animus gebeurt door contact met de zuivere anima, dan wel animus buiten de persoon zelf, in de vorm van een volmaakte Goddelijke, of ware liefde en het ervaren van volledige acceptatie en heling. Dit is het proces van eenwording, dat in diverse Oosterse mystieke leren wordt beschreven als Yin Yang. 
Bij het heelwordingsproces dat daarop kan volgen gaat het om het overwinnen van de innerlijke schaduw via contact met het kwaad en het ervaren van onrecht. Waarbij de schaduw niet direct geïnternaliseerd dient te worden in het zelf, maar met tussenkomst van de moraal, het Hogere Licht, of God. Daardoor kunnen de schaduwkanten van de innerlijke anima en animus worden gezuiverd en losgelaten, waardoor de ontwikkeling van het Hogere Zelf mogelijk wordt. Deze syzygy vergeleek Jung met de ontwikkeling van de innerlijke Christus vanuit de Christelijke leer en zag als de volmaking van de mens; het Hogere Zelf.
Om de individuatie helemaal te doorlopen dient de mens vier grote spirituele inwijdingen te ondergaan ontdekte Jung uit al zijn studies van religies en spirituele inzichten wereldwijd. De laatste twee zijn de inwijding van het Heilige Huwelijk en het Mystieke Huwelijk, waardoor in contact met zuivere liefde en met het kwaad het proces van eenwording en van heelwording kan ontstaan. Hij baseerde zich hiermee op kennis uit enkele Katholieke onderstromen, zoals de Gnostische leer en het esoterische christendom, kennis vanuit diverse oergodsdiensten en de kennis van de Alchemisten over individuatie en het maken van 'goud'. Hiermee onderbouwde hij zijn eigen mystieke ervaringen en die van vele patiënten die hij begeleidde.

### Typologie
Jung is wellicht nog het meest bekend geworden door zijn typologie. In zijn boek Psychologische typen uit 1921 werkte hij vier basistypen van de menselijke persoonlijkheid uit. Hij stelde daarbij contrasterende functies tegenover elkaar: denken en voelen, perceptie (waarneming) en intuïtie, waarbij elke functie als het ware de pool is van een cirkel, die het zelf symboliseert. Een van die polen is bij elk basistype dominant, ze is onze 'superieure functie'. Een bijkomende, belangrijke factor is of de psyche naar binnen (introvert) of naar buiten (extravert) is gericht.

### Ontwikkeling en heelwording
Voor ontwikkeling en heelwording in de zin van het individuatieproces, is het volgens Jung nodig, dat men eerst de superieure functie - die gaat over morele standaarden- ontwikkelt - dit is de belangrijkste psychische taak van onze jeugdjaren.
Pas daarna, als de mens zijn bewustzijn in de buitenwereld heeft verankerd, staat het hem vrij om de overige functies te ontwikkelen. Spiritualiteit is daarbij volgens Jung een belangrijke component om te kunnen komen tot de ontwikkeling van deze superieure functie in onszelf, dat in feite een afgeleide is van ons Godsbeeld. Daarbij zijn de zijwaartse polen als het ware de hefbomen, om het tegenoverliggende gebied, dat zich het meest in het onbewuste bevindt te ontwikkelen. Echter is het ons mensen niet gegeven om deze gebieden of functies volledig in het licht van het bewustzijn te doen baden of, in de terminologie van Jung, daarin te differentiëren. Men kan deze verlichte toestand slechts benaderen en daarbij is de rol van spiritualiteit van essentieel belang. Jung begreep dat voor het internaliseren van de aspecten van zowel anima en animus er een zuivering en vernietigingsproces nodig is om zo de schaduwen te overwinnen en tot een hoger bewustzijn te komen. Dit proces kan alleen goed verlopen indien men zich blijvend richt op de zuivere kern, de bron, het Licht of Goddelijke in onszelf, wat in de Christelijke traditie wordt omschreven als de Christusgeest. Hij ziet de figuur Jezus als een voorbeeld van de volmaakte mens die volledig tot ontwikkeling is gekomen en daarmee samenvalt met de innerlijke Christus - de volledige ontwikkeling van het Zelf, ofwel het Hogere Zelf. Op de weg daarheen kan volgens Jung de analyse van dromen ons behulpzaam zijn, maar ook de analyse van onze schaduwfiguren, alsmede van onze onbewuste mannelijke of vrouwelijke tegenpool, de zg. animus bij vrouwen en de anima bij mannen. Door zich aldus bewust te worden van zijn eigen onderbewuste processen, kan de mens volgens Jung het heft van zijn leven pas werkelijk in handen nemen; hij hoeft zich dan niet langer te laten leiden door dat wat in het verleden is misgegaan, omdat hiermee integratie met de innerlijke anima of animus en overwinning op de eigen schaduwkanten mogelijk is. Veelal wordt men zich bewust van dit innerlijke proces door ervaringen in de buitenwereld met de zuivere anima/animus en schaduwkanten. Hierdoor ontstaat vaak een innerlijk conflict, waardoor sommige mensen psychische problemen krijgen. Jung zag dan ook dat veel patiënten van hem in feite bezig waren met hun individuatieproces en vond dat de psychiatrie zich moest richten op het begeleiden van mensen bij deze psychische en tevens spirituele processen tot zelfwording. Deze ontwikkeling kan logischerwijs pas plaatshebben wanneer men deze ervaringen heeft opgedaan. Volgens Jung was dat zo rond het 45-ste levensjaar.  

### Nieuwe inzichten
Jungs systeem is zo ingewikkeld, dat jaren van studie nodig zijn om de door hem ontwikkelde analytische psychologie te kunnen toepassen. Hij baseerde zijn leringen op zowel ervaringen in zijn klinische praktijk, als op de mythologie, de godsdienstpsychologie en zijn kennis van het vergelijkend symbolisme. Om inhouden van het collectief onbewuste op het spoor te komen, verdiepte hij zich onder andere jarenlang in de visionaire, maar duistere geschriften van de alchemisten, zoals Paracelsus, Dorneus, Zosimos en Maier, die hij grotendeels ontraadselde en wier beelden hij soms kon terugvinden in de visioenen van zijn patiënten. Daarnaast bestudeerde hij vele richtingen van de Oosterse wijsheden, zoals de Tarot, diverse onderstromen van het Katholicisme, zoals de Gnostiek en het esoterische Christendom. Dankzij zijn vele reizen en sociale studies naar oergodsdiensten en ook de astrologie kon hij eveneens putten uit kennis vanuit die richtingen. Hij ontdekte dat er wereldwijd veel overeenkomsten waren tussen de verschillende godsdiensten en wijsgerige richtingen die volgens hem allemaal in de kern gaan over zelfverwezenlijking. 
Carl Jung nam Freuds notie van het onbewuste over maar gaf daar een heel eigen invulling aan. Zo maakt hij onderscheid tussen een persoonlijk en een collectief onbewuste, en presenteerde de archetypen (anima, animus bijvoorbeeld) als overgeërfde, onbewuste ideeën en beelden. Ook de termen introvert en extravert zoals gehanteerd in zijn persoonlijkheidsleer en synchroniciteit zijn nu bekende begrippen uit zijn psychologie.
Tijdens zijn onderzoek naar de universele betekenis van archetypen uit het collectief onbewuste leerde Jung zichzelf aan om symbolische systemen als de I Tjing en de tarot te doorgronden. Ook de astrologie bood verdere mogelijkheden tot wat hij amplificatie noemde: een associatietechniek die Jung aanwendde bij het duiden van droombeelden van patiënten.